# Quattro mura (Mario Merola)
Quattro mura è una raccolta di Mario Merola del 1993.

## Tracce
- So' nnato carcerato
- L'urdema buscia
- Tu me lasse
- O' primmo giuramento
- Quatto mura
- Dicite all'avvocato
- Gelusia d'ammorre
- L'urdemo avvertimento
- Femmena nera
- Quatt'anne ammore
- Velo niro
- L'urdemo bicchiere